# Silmaril
(Il Silmarillion)
Un Silmaril (in quenya Silmaril, pl. Silmarilli) è un gioiello di Arda, l'universo immaginario fantasy creato dallo scrittore inglese J. R. R. Tolkien.

## Caratteristiche
I Silmaril erano tre gioielli dall'immensa bellezza e perfezione creati da Fëanor quando i Noldor vivevano ancora a Valinor. Egli aveva racchiuso in essi la Luce dei due Alberi di Valinor, ed essi splendevano di luce propria. Nessuno capì mai come Fëanor fosse riuscito a creare simili oggetti; nessuno riuscì mai a duplicarli, nemmeno lo stesso Fëanor. Il loro valore era inestimabile, persino per i Valar, così Varda incantò i Silmaril affinché nessun mortale, nessuna mano impura, nessun essere malvagio potesse toccarli, a meno di rimanere bruciato e storpiato per sempre. Dopo che Fëanor venne esiliato a Formenos, i Silmaril vennero custoditi in un cofanetto di cristallo.

## Storia
Melkor, che presto sarebbe stato conosciuto per sempre come Morgoth, bramava di possedere i Silmaril, così uccise chi li custodiva a Formenos (Finwë, padre di Fëanor e Re Supremo dei Noldor) e rubò i tre gioielli. Nel fare questo Morgoth si bruciò orribilmente le mani e la fronte; una ferita che non riuscì mai a guarire. In precedenza Melkor aveva anche distrutto i Due Alberi, con l'aiuto di Ungoliant, cosicché Valinor fu oscurata, ed egli scappò verso le terre settentrionali della Terra di Mezzo, dove si trovava la sua fortezza, Angband. I Silmaril contenevano tutto ciò che rimaneva della luce dei Due Alberi; la collera di Fëanor era enorme, e desiderava riaverli indietro.
Così Fëanor, furioso a causa di Melkor, che maledisse alzando la mano destra e chiamandolo Morgoth, e dei Valar, perché a causa dell'invito di Manwë si era allontanato da Formenos, pronunciò un Giuramento nel quale lui e i suoi figli non avrebbero avuto pace finché non avessero ritrovato i Silmaril, chiunque fosse stato il loro nemico, e invitò anche gli altri Noldor a seguirlo. Fëanor guidò allora i suoi seguaci fino alla Terra di Mezzo, ma ciò non avrebbe condotto a nessuna conclusione per gli Elfi, e neanche per gli Uomini. Furono combattute cinque grandi Battaglie per i Silmaril, che Morgoth portava ora nella sua corona.
Uno dei Silmaril fu recuperato alla fine da Beren e Lúthien dopo grande dolore e un'avventura più grande di qualunque altra. Questa gemma fu presa in seguito da Eärendil, che lo portò dai Valar all'Ovest per convincerli a scendere in guerra contro Morgoth, e poi lo tenne sempre con sé nella sua nave, Vingilot, fin nei Mari del Cielo dove per sempre navigò, ed Eärendil stesso risplendeva come una stella grazie al Gioiello che teneva in fronte. Ne Il Signore degli Anelli, quando stanno per affrontare il valico di Cirith Ungol, Frodo e Sam scoprono che la luce della fiala donata a Frodo da Galadriel deriva proprio da quel Silmaril, pertanto capiscono che le antiche leggende sono vere e che la loro storia non è altro che la prosecuzione di quelle leggende. Le altre due gemme rimasero a Morgoth, e gli furono sottratte solamente dopo la fine della Guerra d'Ira. Ad ogni modo, furono riprese dai due rimasti dei figli di Fëanor, Maedhros e Maglor. Ma i Gioielli, come aveva già detto Eönwë, bruciarono le loro mani perché avevano perso il diritto a possederli, a causa di tutto il male che era stato sparso come conseguenza del loro Giuramento, così come avevano bruciato Morgoth quando li sottrasse secoli prima. Impazzito dal dolore, Maedhros si buttò allora col Silmaril in una fossa ardente, finendo quindi nelle viscere della terra, mentre Maglor lo scagliò nel Mare inabissandosi negli oceani. Ecco così che i Silmaril giunsero alle loro dimore tanto attese, i tre elementi di Arda: aria, acqua e terra (o fuoco, indicando i "fuochi dentro il cuore del mondo", così come rivelato nei paragrafi conclusivi del capitolo "Del viaggio di Eärendil e della guerra dell'Ira").